# Simeprevir
Il Simeprevir è un profarmaco usato per il trattamento dell'epatite C. Venduto con il nome commerciale di Olysio viene utilizzato in combinazione con altri farmaci, specificamente per l'epatite C genotipo 1 e 4. I farmaci con cui viene utilizzato sono sofosbuvir o ribavirina e peginterferone-alfa. I tassi di guarigione sono compresi tra l'80 e il 90 percento. Può essere usato in coloro che hanno anche l'HIV/AIDS. Viene assunto per via orale una volta al giorno per 12 settimane in genere. 
Gli effetti collaterali comuni includono sensazione di stanchezza, mal di testa, eruzione cutanea, prurito e sensibilità alla luce solare. In pazienti con precedente infezione da epatite B, la malattia attiva può ripresentarsi. Non è raccomandato nei soggetti con significativi problemi epatici. Durante la gravidanza se usato con la ribavirina può causare danni al nascituro mentre se usato con sofosbuvir la sua sicurezza non è comprovata. Simeprevir è un inibitore della proteasi dell'HCV.
Simeprevir è stato sviluppato dalla Medivir e Janssen Pharmaceutica e approvato per uso medico negli Stati Uniti nel 2013. È stato rimosso dall'Elenco dei farmaci essenziali dell'Organizzazione mondiale della sanità nel 2019. Al 2015, non è disponibile come farmaco generico.